# Macrothelidae
Macrothelidae zijn een familie van spinnen bestaande uit 52 soorten in 2 geslachten. 

## Geslachten
De volgende geslachten zijn bij de familie ingedeeld:
- Macrothele Ausserer, 1871
- Vacrothele Tang & Yang, 2022